# モズクガニ
もしかして
- モクズガニ

ではありませんか？